# Louise Michelová
Louise Michelová (29. květen 1830, Haute-Marne – 10. leden 1905, Marseille) byla francouzská anarchistka, učitelka a zdravotní sestra. Často používala pseudonym Clémence.

## Biografie
Během Pařížské komuny ošetřovala raněné komunardy. Po porážce Pařížské komuny (1871) byla deportována na Novou Kaledonii. Tam se poznala s anarchofeministkou Nathalií Lemel, která byla taktéž aktivní v Pařížské komuně. Setkání s Nathalií ji ovlivnilo natolik, že se stala anarchistkou. Do Francie se vrátila v roce 1880 po amnestii udělené vzbouřencům z komuny. V Evropě začala s revolučními aktivitami. V roce 1881 se zúčastnila anarchistického kongresu v Londýně, kde se zúčastnila mnohých demonstrací a měla na nich i projevy.
V roce 1883 v Paříži během anarchistické demonstrace nesla nad sebou černou zástavu, ze které se díky tomu stal tradiční anarchistický symbol. Podle ní je černá vlajka „vlajkou stávkujících a vlajkou těch, kteří jsou hladoví“. V tom samém roce vedla rozvášněný dav, který vyraboval pekařský obchod, a byla kvůli tomu odsouzena na šest let do vězení. Propuštěna byla už v roce 1886, avšak po krátkém čase byla opět zatčena kvůli politické činnosti. Roku 1890 odešla do Anglie, odkud se vrátila až o pět let později. Kvůli své činnosti opět čelila mnohým zatčením. Na sklonku života začala cestovat po Francii a přednášet o anarchismu. Zemřela 10. ledna 1905 v hotelu Oasis v Marseille. Je po ní pojmenována stanice pařížského metra. Ve španělské občanské válce bojovali také francouzští interbrigadisté v Batalionech Louisy Michelové.